# 反边杜鹃
反边杜鹃（学名：Rhododendron thayerianum）为杜鹃花科杜鹃花属下的一个种。

## 扩展阅读
- 維基物種上的相關：反边杜鹃